# Thomasin McKenzie

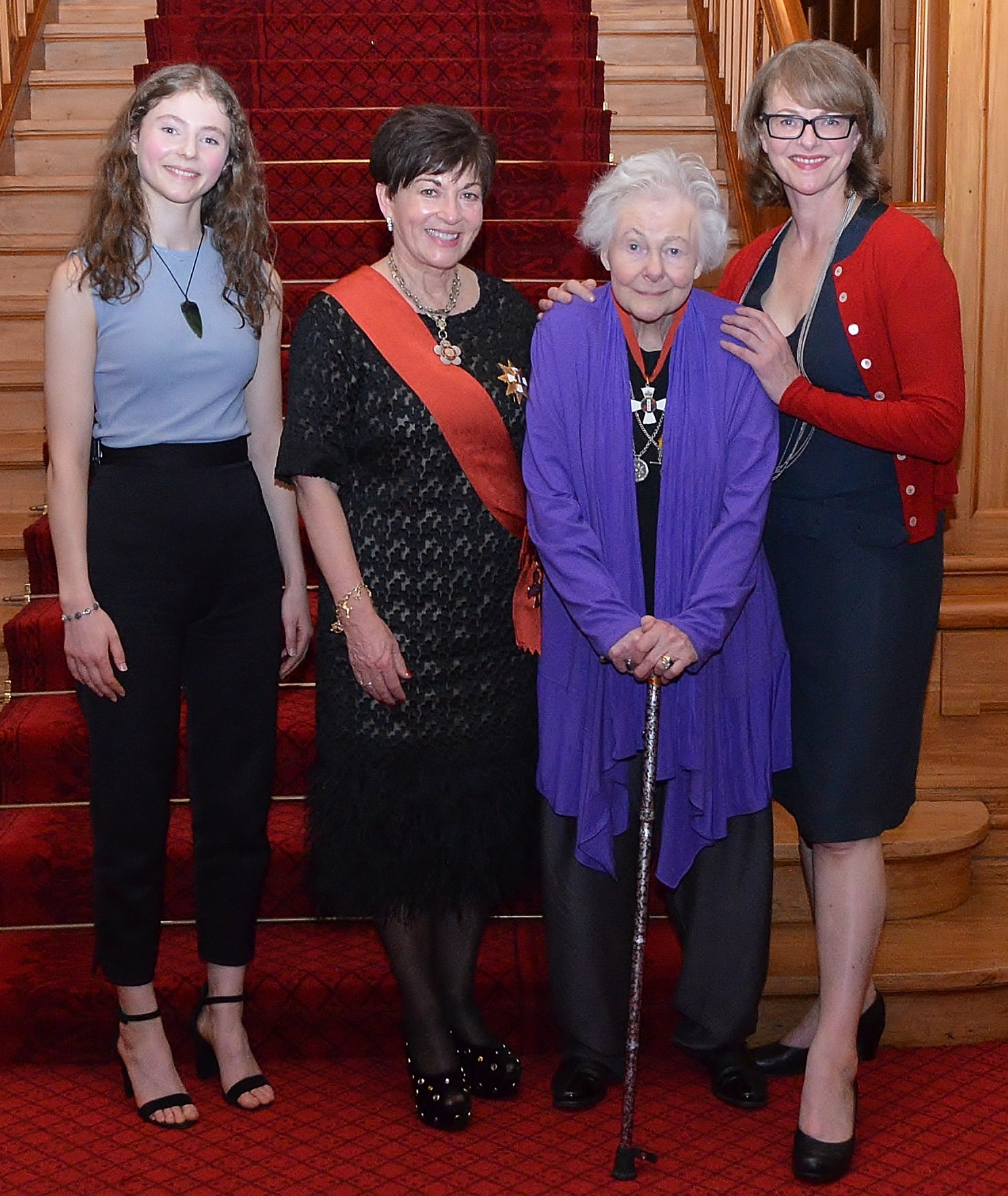
Thomasin McKenzie, Patsy Reddy, Kate Harcourt i Miranda Harcourt

Thomasin Harcourt McKenzie (ur. 26 lipca 2000 w Wellington) – nowozelandzka aktorka, która grała m.in. w amerykańskim filmie z 2018, Zatrzyj ślady, za który zyskała uznanie krytyków.

## Życie prywatne
McKenzie urodziła się w Wellington. Jej matką jest aktorka, Miranda Harcourt, a ojcem reżyser, Stuart McKenzie. Uczęszczała do Samuel Marsden Collegiate School, którą ukończyła w 2018.
Jest wnuczką aktorki Kate Harcourt. Dziadek Thomasin, Peter Harcourt, pochodził z rodziny, która założyła Harcourts International.

## Filmografia

### Film
| Rok  | Tytuł                              | Rola             | Komentarz |
| ---- | ---------------------------------- | ---------------- | --- |
| 2012 | Existence                          | Scraps           | |
| 2014 | Consent: The Louise Nicholas Story | młoda Louise     | |
| 2014 | A Long Beside                      | Kate (młoda)     | Film krótkometrażowy |
| 2014 | Hobbit: Bitwa Pięciu Armii         | Astrid           | |
| 2015 | The Boyfriend Game                 | Edith            | |
| 2017 | The Changeover                     | Rose Keaton      | |
| 2018 | Zatrzyj ślady                      | Tom              | San Diego Film Critics Society Award for Best Breakthrough Performance National Board of Review Award for Breakthrough Performance Nominacja – Critics’ Choice Movie Award for Best Young Performer Nominacja – Detroit Film Critics Society Award for Best Supporting Actress Nominacja – Gotham Independent Film Award for Breakthrough Actor Nominacja – Independent Spirit Award for Best Supporting Female |
| 2019 | Król                               | Filipa Lancaster | |
| 2019 | Jojo Rabbit                        | Elsa Korr        | |
| 2019 | Prawdziwa historia gangu Kelly’ego | Mary             | |
| 2020 | Zaginione dziewczyny               | Sherre Gilbert   | |
| 2021 | The Justice of Bunny King          | Tonyah           | |
| 2021 | Old                                | Maddox (lat 16)  | |
| 2021 | Psie pazury                        | Lola             | |
| 2021 | Ostatniej nocy w Soho              | Eloise           | |
| 2023 | Eileen                             | Eileen           | |

### Telewizja
| Rok  | Tytuł                              | Rola              | Komentarz        |
| ---- | ---------------------------------- | ----------------- | ---------------- |
| 2014 | Consent: The Louise Nicholas Story | młoda Louise      | film telewizyjny |
| 2015 | Shortland Street                   | Pixie Hannah      | 28 odcinków      |
| 2016 | Bright Summer Night                | Petra Quince      | odcinek: Finale  |
| 2016 | Jean                               | młoda Jean        | film telewizyjny |
| 2017 | The Cul De Sac                     | Willa             | 3 odcinki        |
| 2017 | Lucy Lewis Can't Lose              | Lucy Lewis        | 11 odcinków      |
| 2022 | Life After Life                    | Ursula Todd       | główna rola      |
| 2023 | Totally Completely Fine            | Vivian Cunningham | główna rola      |